# Ambasciatore del Regno Unito in Polonia
L'ambasciatore del Regno Unito in Polonia è il primo rappresentante diplomatico del Regno Unito in Polonia. Il titolo ufficiale è l'ambasciatore di Sua Maestà Britannica nella Repubblica di Polonia.

## Prima della partizione

### Agenti
- 1604-1610: William Bruce[1]
  - 1609: James Sandilands, II barone Torphichen[1]
- 1610-1621: Patrick Gordon[1]
- 1626-1641: Francis Gordon[1]

### Inviati straordinario e plenipotenziario ministri del re di Polonia
- - 1629-1630: Sir Thomas Roe[1]
  - 1634-1636: Sir George Douglas[1]
- 1669-1670: Sir Peter Wyche[1]
- 1676-1678: Laurence Hyde[1]

### Inviati straordinari del re di Polonia e principe elettore di Sassonia
Dal 1698 al 1763, gli Elettori di Sassonia erano anche re di Polonia.
- - 1698: George Stepney[2]
- 1700: Sir William Brown, I baronetto[2]
- 1702-1707: John Robinson[2]
- 1709-1710: John Dalrymple, II conte di Stair[2]
  - 1710-1714: George Mackenzie'[2]
- 1711: Charles Whitworth, I barone Whitworth[2]
  - 1711-1712: Charles Mordaunt, III conte di Peterborough[2]
- 1711-1715: James Scott[2]
- 1715-1718: Sir Richard Vernon, III baronetto[3][4]
- 1718-1719: Francis Palmes[2]
  - 1719: Hugh Boscawen[2]
- 1719-1722: James Scott[2]
  - 1721-1725: James Jefferyes[2]
  - 1724-1725: John Ernest von Wallenrodt[2]Charles Hanbury Williams
- 1725-1727: Edward Finch[2]
- 1728-1731: George Woodward[2]
  - 1730-1731: Sir Luke Schaub[2]
- 1732-1735: George Woodward[2]
- 1735-1738: Denton Boate[2]

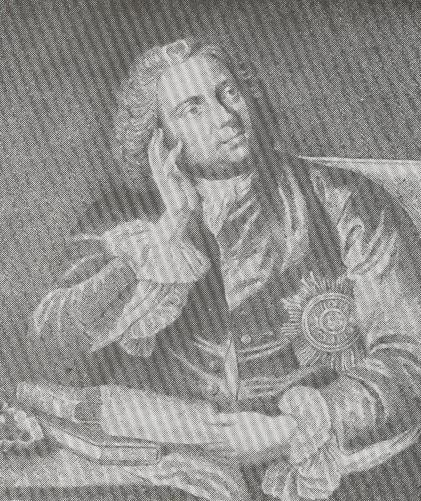
Charles Hanbury Williams

  - 1736-1737: Thomas Robinson, I barone Grantham[2]
- 1738-1746: Thomas Villiers, I conte di Clarendon[2]
- 1747-1755: Charles Hanbury Williams[2]
- 1756-1761: David Murray, II conte di Mansfield[2]
  - 1761-1762: William Money[2]
- 1763-1778: Thomas Wroughton[2]

### Inviati straordinario e plenipotenziario ministri del re di Polonia
- 1778-1779: Richard Oakes[5]
- 1779-?: James Hare[5]

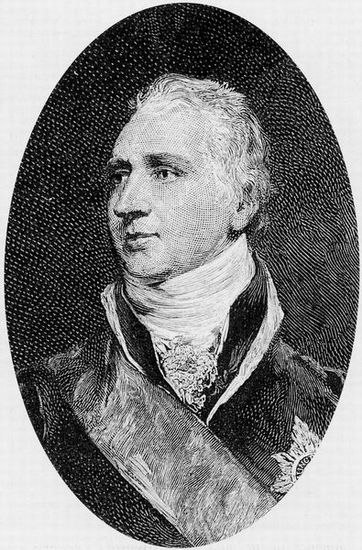
Charles Whitworth, I conte Whitworth

- 1782-1784: John Dalrymple, VI conte di Stair[5]
- 1785-1787: Charles Whitworth, I conte Whitworth[5]
- 1788-1791: Daniel Hailes[5]
- 1791-1795: William Gardiner[5]

Nel 1795, il restante territorio polacco è stato diviso tra la Prussia, l'Austria e la Russia, in modo che non ci fosse uno stato della Polonia fino a dopo la prima guerra mondiale.

## Dopo la prima guerra mondiale

### Inviati Straordinario e Plenipotenziario Ministri
- 1919-1920: Sir Horace Rumbold
- 1920–1928: William Max-Müller
- 1928–1929: Sir William Erskine

### Ambasciatori
- 1929-1934: Sir William Erskine
- 1935-1941: Sir Howard William Kennard[6]
- 1941-1943: Cecil Francis Joseph Dormer[6]
- 1943-1945: Sir Owen St.Clair O'Malley[6]
- 1945-1947: Victor Cavendish-Bentinck, IX duca di Portland
- 1947-1950: Donald St Clair Gainer[6]
- 1950-1952: Sir Charles Bateman
- 1952-1954: Sir Francis Shepherd
- 1954-1956: Sir Andrew Noble
- 1956-1960: Sir Eric Berthoud
- 1960-1966: Sir George Clutton
- 1966-1969: Sir Thomas Brimelow
- 1969-1972: Sir Nicholas Henderson
- 1972-1974: Frank Brenchley
- 1974-1978: Norman Reddaway[6]
- 1978-1981: Kenneth Robert Comyn Pridham[6]
- 1981-1983: Cynlais James
- 1983-1986: Sir John Morgan[6]
- 1986-1988: Sir Brian Barder
- 1988-1991: Sir Stephen Barrett
- 1991-1996: Michael Llewellyn-Smith[6]
- 1996-1998: Sir Christopher Hum
- 1998-2001: John Malcolm Macgregor
- 2001-2003: Sir Michael Pakenham
- 2003-2007: Charles Crawford
- 2007-2011: Ric Todd[7]
- 2011-oggi: Robin Barnett[8]